# Xanthoidea
Xanthoidea é uma superfamília de caranguejos.

## Famílias
- Panopeidae (Ortmann, 1893)
- Pseudorhombilidae (Alcock, 1900)
- Xanthidae (MacLeay, 1838)